# Wenn der Schläfer erwacht
Wenn der Schläfer erwacht (engl.: When the Sleeper Wakes) ist ein dystopischer Roman des britischen Autors H. G. Wells aus dem Jahre 1899.
Es handelt sich um einen von Wells ehrgeizigsten Romanen, der aber den Autor selbst und die Kritiker kaum zufriedenstellte. Erzählungsaufbau, Plotstruktur und Figurendarstellung schienen zu diesem Zeitpunkt noch verbesserungsbedürftig.
Anlässlich der Neuauflage des Werkes im Jahr 1911 nutzte Wells deshalb die Gelegenheit zu etlichen Veränderungen. Die Neuauflage des Romans erschien im englischsprachigen Raum fortan unter dem Titel The Sleeper Awakes.

## Inhalt
Zur Zeit des ausgehenden 19. Jahrhunderts fällt der Protagonist Graham nach mehreren Nächten der Schlaflosigkeit in eine totenähnliche Starre. So verharrt er für einen Zeitraum von mehr als zweihundert Jahren. Als er schließlich erwacht, muss er feststellen, dass er in der Zeit seines langen Schlafes zum reichsten und mächtigsten Mann der Welt geworden ist, denn durch geschickte Investitionen seiner geschäftlichen Stellvertreter ist sein Vermögen immens angewachsen. Auf diese Weise wurde einer Trust-Oligarchie der Weg bereitet, die nun die uneingeschränkte Herrscherin der gesamten Welt ist.
Graham sieht sich mit einer durch die Besitzverteilung extrem gespaltenen Gesellschaft konfrontiert, die eine konsequente Extrapolation der kapitalistischen Gesellschaftstendenzen des 19. Jahrhunderts darstellt. Schon bald wird er zum Spielball verschiedener Interessengruppen, die sich durch seine Manipulation einen eigenen Machtgewinn erhoffen. Graham aber, der in seiner eigenen Zeit selbst ein sozialistischer Revolutionär war, stellt sich schließlich auf die Seite der unterprivilegierten und benachteiligten Arbeitermassen und setzt sich für das Ziel sozialer Gerechtigkeit gegen die Oligarchie und deren Kamarilla ein.

## Wirkung
Dieser zu den Scientific-Romances, also den frühen Werken des Autors zählende Roman thematisiert die Schattenseiten von Technisierung und Modernisierung. Er zeigt die Entmenschlichung des Menschen als Konsequenz von fehlender Ethik im Umgang mit wirtschaftlichem und technischem Fortschritt.
H. G. Wells Schreckensvision der Zukunft beeinflusste viele andere Werke der Gattung. So kann Wenn der Schläfer erwacht als Vorläufer von Dystopien wie Samjatins Wir, Huxleys Schöne Neue Welt oder auch Orwells 1984 gelten.

## Quelle
Wells, H. G.: The Sleeper Wakes. Revised Edition, London 2005.